# Æscwine
Æscwine fou rei de Wessex aproximadament entre el 674 i el 676, però probablement no fou l'únic del seu temps.
Beda escriu que després de la mort del rei Cenwalh de Wessex el 672: "els seus subordinats prengueren el regnat del poble, repartint-se'l, durant deu anys". Segons la Crònica anglosaxona Cenwalh fou succeït com a governant durant un any per la seva muller Seaxburgh. Æscwine regnà aproximadament entre el 674 i el 676. Una altra font reclama que el pare d'Æscwine, Cenfus (en anglès antic: Cēnfūs), hauria governat durant dos anys després de Seaxburh.
La Crònica anglosaxona subministra una genealogia d'Æscwine, fent-lo descendent de cinquena generació de Cynric. La qualificació que fa Beda sobre Æscwine com un mer reietó pot representar les postures dels seguidors del rei Ine de Wessex, la família del qual regnà Wessex en temps de Beda, mentre que la família d'Ine eren descendents directes de Cynric a través de Cuthwine, fill de Ceawlin.
El 675 Æscwine derrotà una invasió de Wessex dirigida pel rei Wulfhere de Mèrcia a Biedanheafde, una ubicació que no ha estat determinada amb certitud.
Æscwine fou succeït per Centwine.